# アト・ボルドン

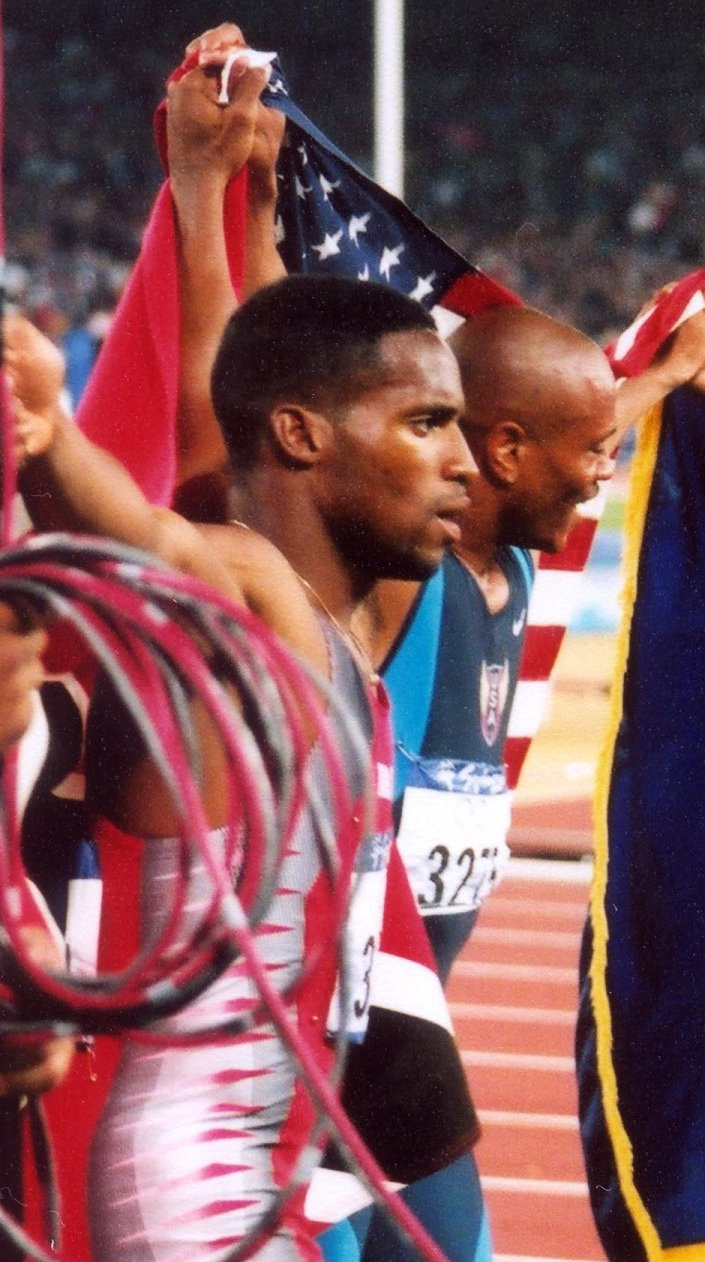
2000年シドニーオリンピックの男子100mで2位に入り、ウイニングランを行うボルドン。奥は優勝したモーリス・グリーン。

アト・ボルドン（Ato Jabari Boldon, 1973年12月30日 - ）は、トリニダード・トバゴ出身の元陸上競技選手で、「トバゴの弾丸」の異名を持つ。4つのオリンピックのメダルを獲得した。

## 経歴
ポートオブスペインに生まれ、14歳のときアメリカに移り、サッカー選手となった。そこで、彼のスプリントの才能が見出され、1990年代前半にサッカーをやめた。1992年バルセロナオリンピックのトリニダード･トバゴ代表に選ばれ、その後世界ジュニア選手権で100mと200mの優勝を果たした。
1995年世界選手権で100mの銅メダルを獲得、これが初めての国際大会でのメダルとなった。1996年アトランタオリンピックでも、再び100mと200mで銅メダルを獲得している。1997年世界陸上競技選手権大会では200mで優勝している。これは世界選手権でのトリニダード･トバゴ初の優勝であった。1998年、マレーシアのクアラルンプールで行われたコモンウェルスゲームズの100mで9秒88のタイムをマークし、ナミビアのフランク・フレデリクス（9秒96で銀）、バルバドスのオバデレ・トンプソン（10秒00で銅）を抑え、優勝を果たした。
1999年は、100mで9秒86を2回マークするなど好調だったが、故障により世界選手権には参加できなかった。
2000年シドニーオリンピックでは、100mで銀メダル、200mで銅メダルを獲得した。2001年にエフェドリンの検査で陽性となり、警告を受けたが出場停止処分にはならなかった。ボルドン側は、エフェドリンの摂取は風邪薬によるものだと主張した。2001年世界選手権では100mで4位に入り、4×100mリレーは3位となった。しかし、2005年になってアメリカのティム・モンゴメリのドーピング使用が発覚し、100mの順位が繰り上がって3位となった。
ボルドンはトリニダード・トバゴで8人目のメダリストである。2004年シーズン終了後に現役を引退した。

## 記録
| 年   | 大会                     | 場所                           | 種目 | 結果 | 記録   |
| ---- | ------------------------ | ------------------------------ | ---- | ---- | ------ |
| 1992 | 世界ジュニア選手権       | ソウル（大韓民国）             | 100m | 1位  | 10秒36 |
| 1992 | 世界ジュニア選手権       | ソウル（大韓民国）             | 200m | 1位  | 20秒63 |
| 1995 | 世界選手権               | イェーテボリ（スウェーデン）   | 100m | 3位  | 10秒03 |
| 1996 | オリンピック             | アトランタ（アメリカ合衆国）   | 100m | 3位  | 9秒90  |
| 1996 | オリンピック             | アトランタ（アメリカ合衆国）   | 200m | 3位  | 19秒80 |
| 1997 | 世界選手権               | アテネ（ギリシャ）             | 100m | 5位  | 10秒02 |
| 1997 | 世界選手権               | アテネ(ギリシャ)               | 200m | 1位  | 20秒04 |
| 1997 | IAAFグランプリファイナル | 福岡市（日本）                 | 200m | 4位  | 20秒44 |
| 1998 | コモンウェルスゲームズ   | クアラルンプール（マレーシア） | 100m | 1位  | 9秒88  |
| 2000 | オリンピック             | シドニー（オーストラリア）     | 100m | 2位  | 9秒99  |
| 2000 | オリンピック             | シドニー（オーストラリア）     | 200m | 3位  | 20秒20 |
| 2001 | 世界選手権               | エドモントン（カナダ）         | 100m | 3位  | 9秒98  |

## 自己ベスト
| 種目 | 記録   | 風速     | 場所                             | 日付          |
| ---- | ------ | -------- | -------------------------------- | ------------- |
| 50m  | 5秒64  | （室内） | マドリード（スペイン）           | 2000年2月16日 |
| 60m  | 6秒49  | （室内） | バーミンガム（イギリス）         | 1997年2月23日 |
| 100m | 9秒86  | +1.8     | カリフォルニア（アメリカ合衆国） | 1998年4月19日 |
| 100m | 9秒86  | -0.4     | アテネ（ギリシャ）               | 1998年6月17日 |
| 100m | 9秒86  | +0.1     | アテネ（ギリシャ）               | 1999年6月16日 |
| 100m | 9秒86  | +0.4     | ローザンヌ（スイス）             | 1999年7月2日  |
| 200m | 19秒77 | +0.7     | シュトゥットガルト（ドイツ）     | 1997年7月13日 |
| 200m | 20秒35 | （室内） | バーミンガム（イギリス）         | 1997年2月23日 |

- 100mでは9秒台を28回記録している。これは、アサファ・パウエル（80回）、モーリス・グリーン（51回）、ウサイン・ボルト（31回）、タイソン・ゲイ（31回）に次ぐ史上5位の記録である。

## タイトル
| 先代 モーリス・グリーン   | 100mシーズンベスト記録保持者 1998       | 次代 モーリス・グリーン       |
| 先代 マイケル・ジョンソン | 200mシーズンベスト記録保持者 1997－1998 | 次代 フランシス・オビクウェル |